# Władysław Pawłowski
Władysław Feliks Pawłowski (ur. 19 sierpnia 1915 w Krakowie, zm. 1 lipca 1992 tamże), polski piłkarz, bramkarz. Długoletni zawodnik Cracovii.

## Życiorys
Do Cracovii trafił z Polonii Kraków. W lidze debiutował w 1935. W 1937 został mistrzem Polski. Brał udział w kampanii wrześniowej. W reprezentacji rozegrał 2 mecze. Debiutował 2 września 1937 w meczu z Bułgarią, drugi raz zagrał w tym samym roku.